# Le Ménil-Ciboult
Le Ménil-Ciboult is een gemeente in het Franse departement Orne (regio Normandië) en telt 117 inwoners (2009). De plaats maakt deel uit van het arrondissement Argentan.

## Geografie
De oppervlakte van Le Ménil-Ciboult bedraagt 6,2 km², de bevolkingsdichtheid is dus 18,9 inwoners per km².
De onderstaande kaart toont de ligging van Le Ménil-Ciboult met de belangrijkste infrastructuur en aangrenzende gemeenten.

## Demografie
Onderstaande figuur toont het verloop van het inwonertal (bron: INSEE-tellingen).